# Останино (Пермский край)
Останино — упразднённая деревня в Добрянском районе Пермского края, на территории Перемского сельского поселения.

## История
Деревня Останино стояла на пересечении речки Косьвы и Соликамского тракта, была центром обширной волости. Известна с 1800 года. Название деревни происходит от имени первого поселенца — Остани. Останя — сокращенная разговорная форма имени Евстафий.
По данным «Списка населённых мест по сведениям 1869 года», в Останино имелось 24 двора, а численность населения составляла 151 человек. В деревне действовали волостное правление, деревянная часовня, два хлебных магазина, столько же кузниц и торжок, который в начале XX века проводился как раз в девятую после Пасхи пятницу (в день великомученицы Параскевы).
В 1908 году в состав Останинской волости входило 28 деревень, в том числе такие крупные населённые пункты, как Голубята, Кунья, Фоминка. В том же году в Останино числилось 34 двора со 174 жителями, действовали потребительское общество и православная часовня. Летом 1912 года здесь состоялись молебен и крестный ход, посвященные доставке в Перемскую церковь новых икон. За четыре года до этого через Останино прошла телефонная линия длиной 48 верст, которая соединила Добрянский завод с пожарной вышкой на Мочелятской горе.
По данным переписи населения за 1926 год сообщалось, что в Останино имелось 39 хозяйств, проживало 84 мужчины и 97 женщин. Волости уже не было, и деревня входила в состав Перемского сельсовета.
В 30-х годах часовню закрыли, использовали помещение под склад для удобрений, а в 60-х годах разобрали по брёвнам и увезли в соседнее село Перемское на дрова. Во время коллективизации 30-х годов Останино вошло в колхоз им. 23 февраля. В 1938 году колхозники заложили на возвышении сад с кустами смородины, крыжовника и яблонями. Фрукты и ягоды сдавались на центральный склад в Перемское. Имелись также большой колхозный огород с парниками, крольчатник, птичник, конный двор, кузница. В деревне жила семья пчеловодов Чернышевых. Их пасека находилась в лесу.
Транспорт и людей перевозили два парома на канатах. В 1978 году через Косьву был построен деревянный мост, но простоял он недолго и был разрушен весенним половодьем. Современный автомобильный мост находится ниже бывшей деревни. В настоящее время в Останино остался только один дом, в котором летом проживают дачники.